# Optimització de potència (EDA)

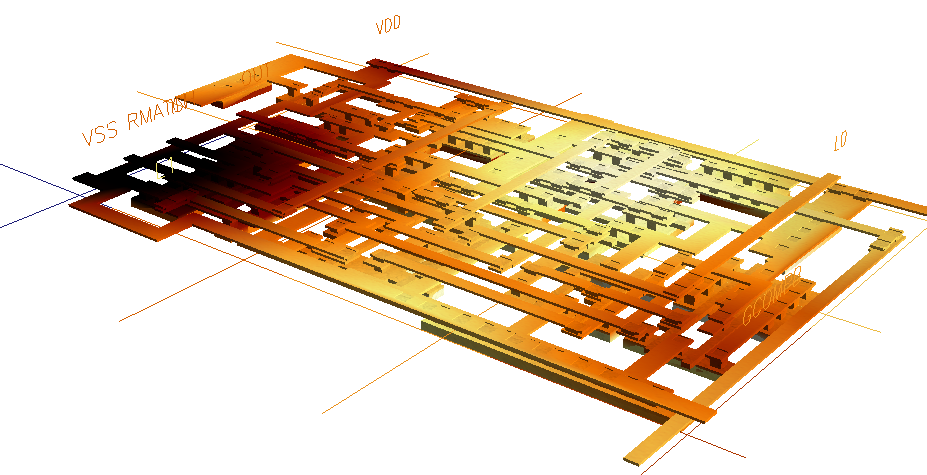
Representació d'una petita cel·la estàndard extreta d'un disseny més gran que mostra efectes de calefacció directament relacionats amb el consum d'energia.

L'optimització de potència és l'ús d'eines d'automatització del disseny electrònic (EDA) per optimitzar (reduir) el consum d'energia d'un disseny digital, com ara el d'un circuit integrat, tot preservant la funcionalitat.
L'augment de la velocitat i la complexitat dels dissenys actuals implica un augment significatiu en el consum d'energia dels xips d'integració a molt gran escala (VLSI). Per fer front a aquest repte, els investigadors han desenvolupat moltes tècniques de disseny diferents per reduir l'energia. La complexitat dels circuits integrats actuals, amb més de 100 milions de transistors, marcats a més d'1 GHz, significa que l'optimització manual de la potència seria desesperadament lenta i molt probable que contingui errors. Les eines i metodologies de disseny assistit per ordinador (CAD) són obligatòries.
El consum d'energia dels circuits CMOS digitals es considera generalment en termes de tres components:
- El component de potència dinàmica, relacionat amb la càrrega i descàrrega de la capacitat de càrrega a la sortida de la porta.
- El component de potència de curtcircuit. Durant la transició de la línia de sortida (d'una porta CMOS) d'un nivell de tensió a l'altre, hi ha un període en què els transistors PMOS i NMOS estan activats, creant així un camí des de V DD fins a terra.
- El component de potència estàtica, a causa de les fuites, que està present fins i tot quan el circuit no està canviant. Això, al seu torn, es compon de dos components: fuites de porta a font, que són fuites directament a través de l'aïllant de la porta, principalment per túnel, i fuites de drenatge de font atribuïdes tant al túnel com a la conducció subllindar. La contribució del component de potència estàtica al nombre de potència total està creixent molt ràpidament en l'era actual del disseny de submicròmetres profunds (DSM) .

La potència es pot estimar a diversos nivells de detall. Els nivells més alts d'abstracció són més ràpids i manegen circuits més grans, però són menys precisos. Els nivells principals inclouen:
- Estimació de potència a nivell de circuit, utilitzant un simulador de circuits com SPICE.
- L'estimació de potència estàtica no utilitza els vectors d'entrada, però pot utilitzar les estadístiques d'entrada. Anàleg a l'anàlisi de temps estàtica.
- Estimació de potència a nivell lògic, sovint vinculada a la simulació lògica.
- Anàlisi a Nivell de Registre-Transferències. Ràpid i de gran capacitat, però no tan precís.